# جيفرسون إينكادا
جيفرسون إينكادا (مواليد 17 أبريل 1998) هو لاعب كرة قدم من غينيا بيساو يلعب كمهاجم في نادي ليتشويس.